# Ulica Nowolipie w Warszawie
Ulica Nowolipie – ulica znajdująca się w warszawskich dzielnicach Wola i Śródmieście

## Historia

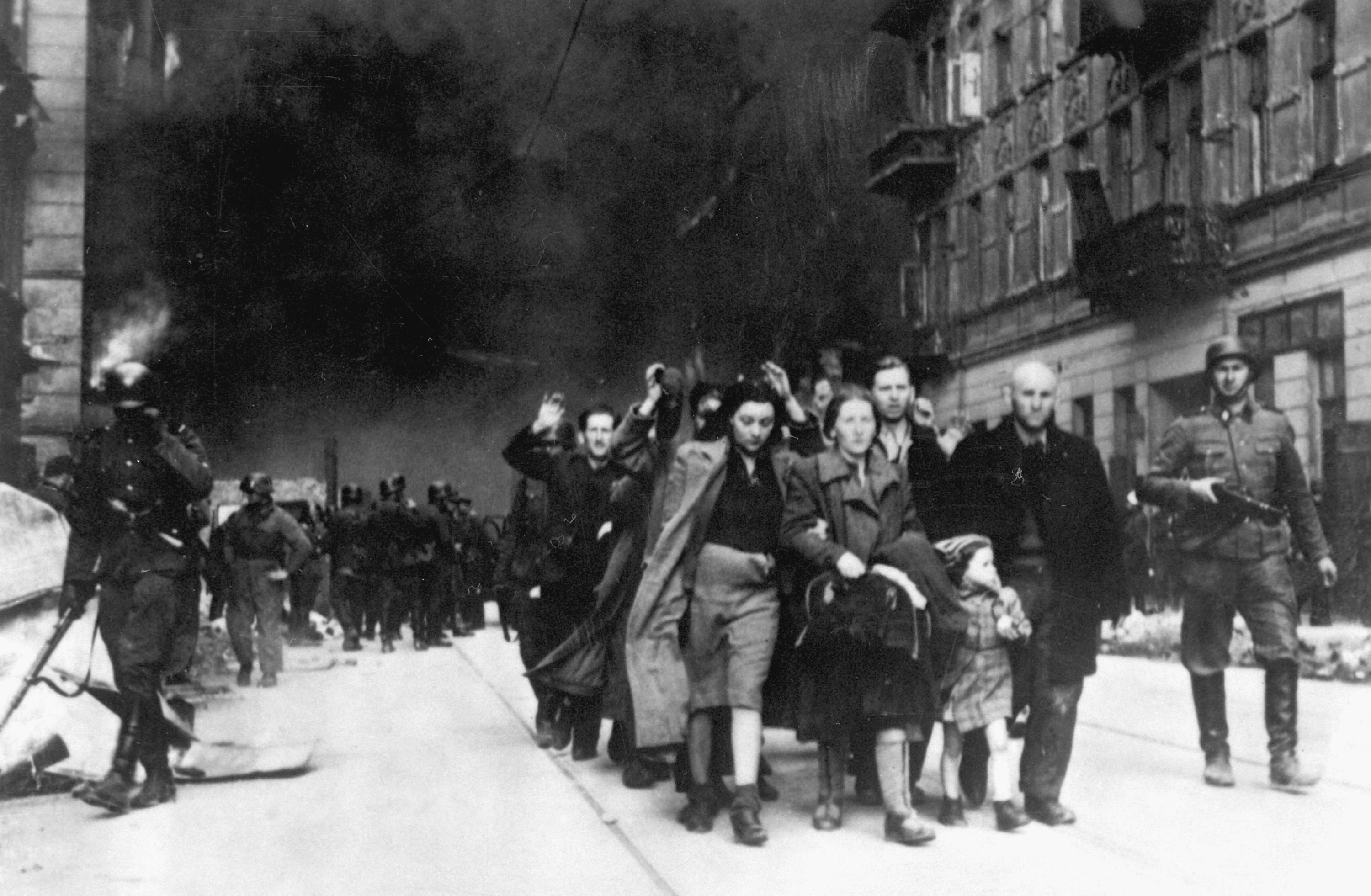
Powstanie w getcie warszawskim, deportacja Żydów. Fotografia wykonana na ul. Nowolipie

Dawna droga narolna na terenie utworzonej w XVII wieku jurydyki Nowolipie, należącej do klasztoru brygidek. Pierwotna nazwa ulicy to Nowo Lipie, na pamiątkę nazwy wsi Lipie, gdzie znajdowała się pierwsza siedziba zakonu. 
Nazwa ulicy została nadana w 1770 roku.
5 listopada 1923 roku oddano do użytku linię tramwajową przebiegającą wzdłuż ulicy na odcinku pomiędzy skrzyżowaniami z ulicami Smoczą i Żelazną.
8 listopada 1923 roku w nieistniejącej obecnie kamienicy pod numerem 53 urodził się Józef Hen. Pisarz, wychowawszy się pod tym adresem, upamiętnił nazwę ulicy w tytule jednej ze swoich książek.
Zabudowa ulicy ucierpiała w czasie obrony Warszawy we wrześniu 1939. W listopadzie 1940 ulica w całości znalazła się w granicach warszawskiego getta. 26 listopada 1940 roku z ulicy wycofano linie tramwajowe przeznaczone dla ludności nieżydowskiej, jednak torowisko było nadal wykorzystywane przez oznaczone Gwiazdą Dawida tramwaje przeznaczone tylko dla Żydów do czasu rozpoczęcia wielkiej akcji deportacyjnej w lipcu 1942 roku. Zabudowa ulicy została zniszczona po upadku powstania w getcie.

## Ważniejsze obiekty
- Pałac Mostowskich, siedziba Komendy Stołecznej Policji
- V Liceum Ogólnokształcące im. Księcia Józefa Poniatowskiego
- Szpital Specjalistyczny św. Zofii
- Dom Wsparcia dla Powstańców Warszawskich